# Española, New Mexico
Española este o localitate, municipalitate și sediul comitatului Santa Fe din statul New Mexico, Statele Unite ale Americii.